# Abraham van den Hecken
Abraham van den Hecken ou Abraham van den Hecke (vers 1610-1615, Anvers - 1655/1669, Amsterdam?) est un peintre et graveur néerlandais du siècle d'or. Il est connu pour ses peintures de scènes de genre, de portraits et de natures mortes.

## Biographie
Il est né vers 1610-1615 à Anvers en Belgique. 
Il est le fils du peintre Samuel van den Hecken, probablement auprès duquel il étudie la peinture. En 1635, il épouse Catharina Lunden à Amsterdam. Il a vécu et travaillé essentiellement à Amsterdam (1635-1645, 1649-1651) et La Haye (1646-1647, 1653-1655). En 1652, il  séjourne à Londres. Il a été influencé par Rembrandt.
Il meurt entre 1655 et 1669, peut-être à Amsterdam.

## Œuvres
- Le bœuf abattu[2], Rijksmuseum, Amsterdam
- Portrait de Cornelis Jansz Meijer, ingénieur[3], Rijksmuseum, Amsterdam
- Le philosophe, Musée du Prado, Madrid